# (52457) Enquist
(52457) Enquist (voorlopige aanduiding 1995 AE4) is een planetoïde in de planetoïdengordel, die op 2 januari 1995 werd ontdekt door Eric Walter Elst tijdens zijn verblijf in Caussols. De planetoïde werd in 2014 vernoemd naar de Nederlandse schrijfster en dichteres Anna Enquist.
(52457) Enquist is een planetoïde van 8 km diameter.

## Baan om de Zon
De planetoïde beschrijft een baan om de Zon die gekenmerkt wordt door een perihelium van 1,9802 AE en een aphelium van 3,1591 AE. De baan wordt ook gekenmerkt door een hoge excentriciteit van 0,2294. De planetoïde heeft een periode van 4,12 jaar (of 1504.56 dagen).